# Baryconus bharatus
Baryconus bharatus är en stekelart som beskrevs av Saraswat 1978. Baryconus bharatus ingår i släktet Baryconus och familjen Scelionidae. Inga underarter finns listade.